# 黑屋 (利沃夫)
黑屋（羅馬化：Chorna Kamianytsia）是乌克兰利沃夫一座杰出的文艺复兴建筑，位于集市广场4号（东侧）。它是为意大利收税人 Tomaso Alberti ，于1577年建造。自1926年以来，利沃夫历史博物馆一直设在黑屋。
该建筑立面为砂岩饰面，多年来逐渐变暗为黑褐色。立面外观设计一些精美的装饰点缀。建筑内部的门窗均用大理石装饰。
1596年，利沃夫贵族扬·洛伦科维奇（Jan Lorencowicz）购置了这所房子，在底楼开设了利沃夫最早的药房之一，又增建了一层。1884年进行修复，并增加了最上一层。建筑内部的门窗均用大理石装饰。
1926年，罗伊斯基将该建筑卖给了市政府，这里开设利沃夫历史博物馆。现在这里是利沃夫历史博物馆的乌克兰移民史部门，展覽主题是19世纪末至20世纪末期乌克兰移民运动。

## 名称
黑屋得名于19世纪。一种解释是，几个世纪以来，用作涂料的白铅，由于暴露在空气和光线中而氧化，因此变成黑色。在1960年代，有一个流行的传说，建筑物的黑色是多年来将胡桃皮的黑汁揉入立面的结果。利沃夫的主要建筑师的另一种理论认为，由于多年的供暖，煤烟覆盖了白色的砂岩。几百年来，建筑立面所用的多孔砂岩会吸收尘土和烟灰，逐渐从白色变成黑色。

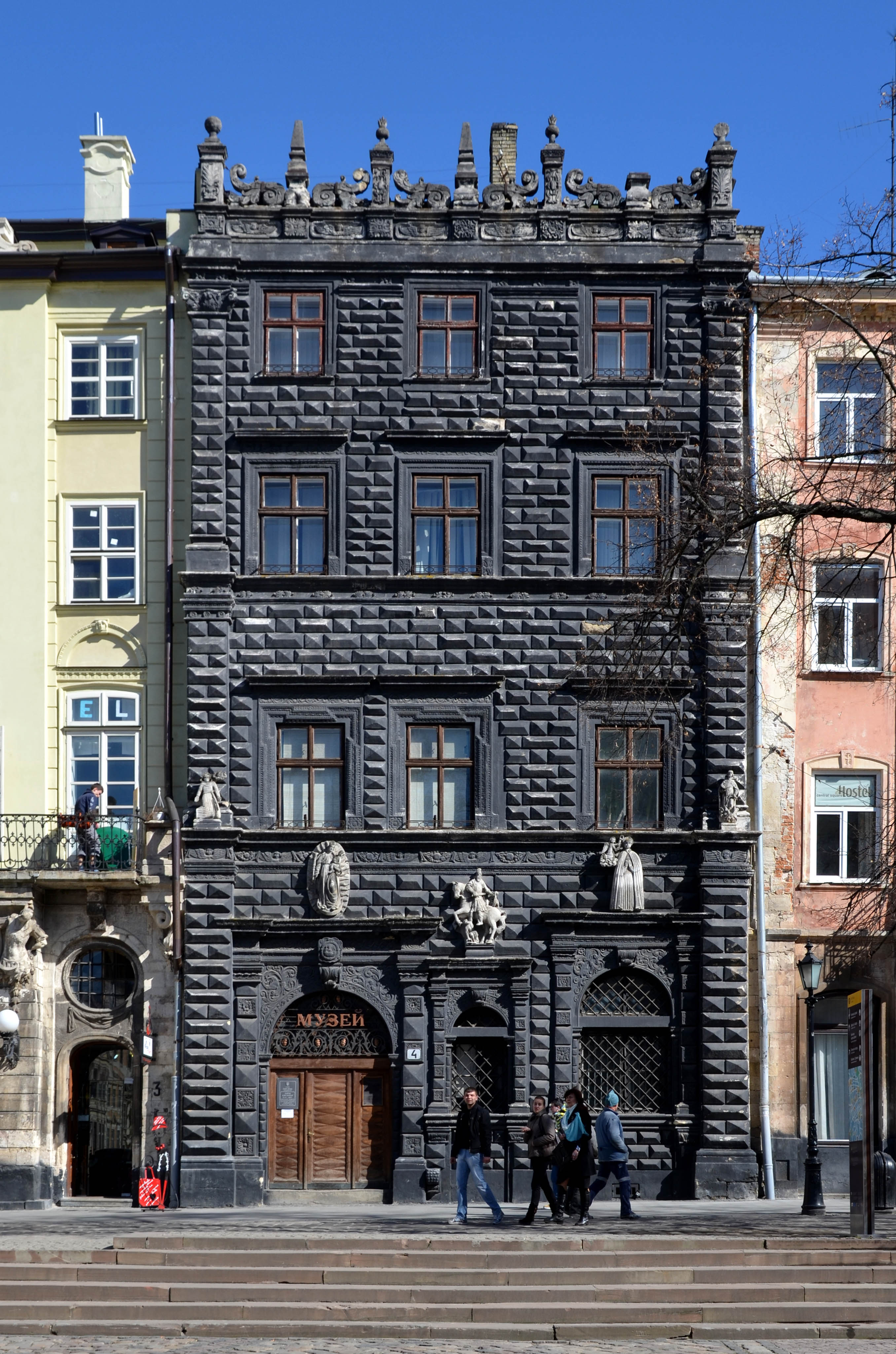
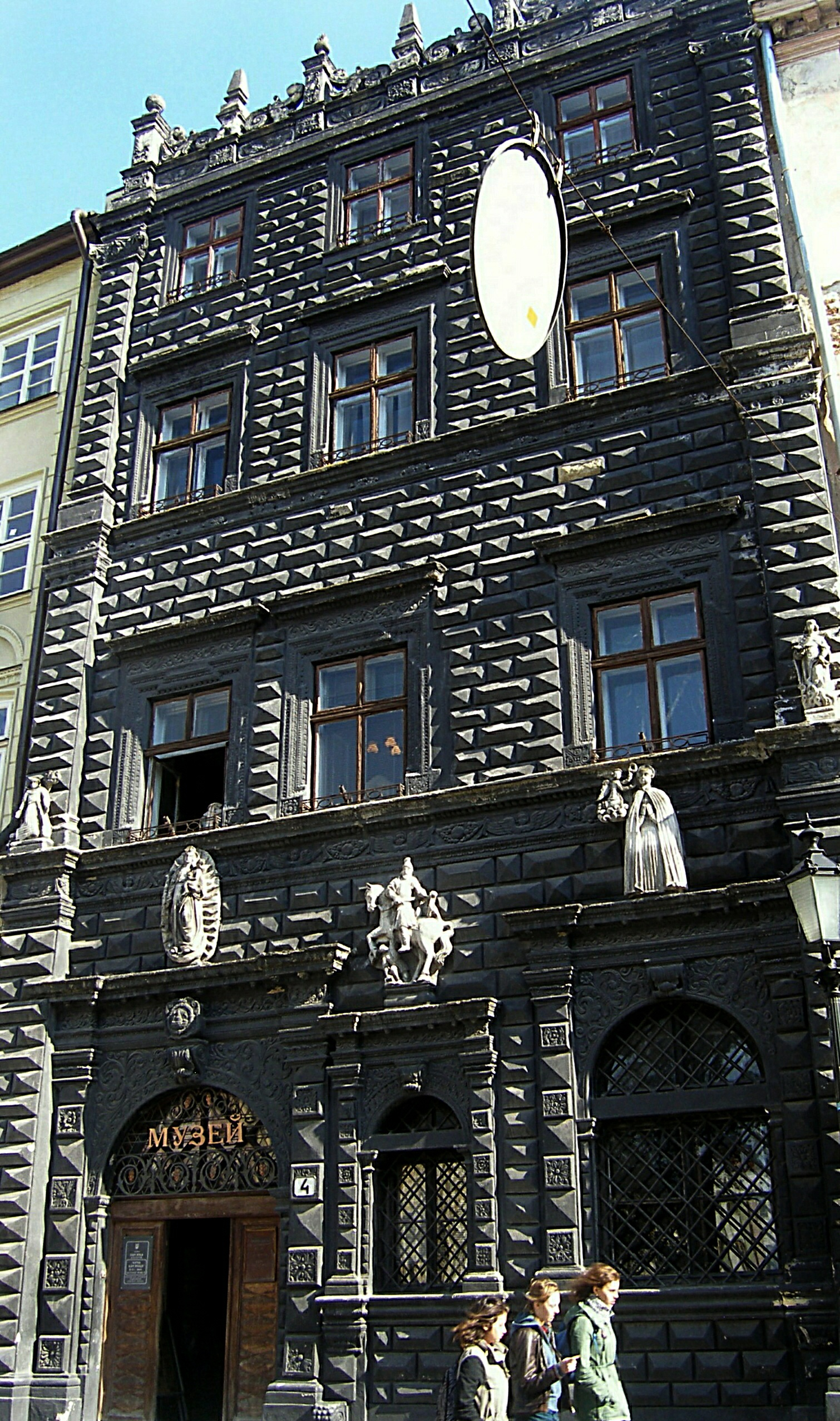
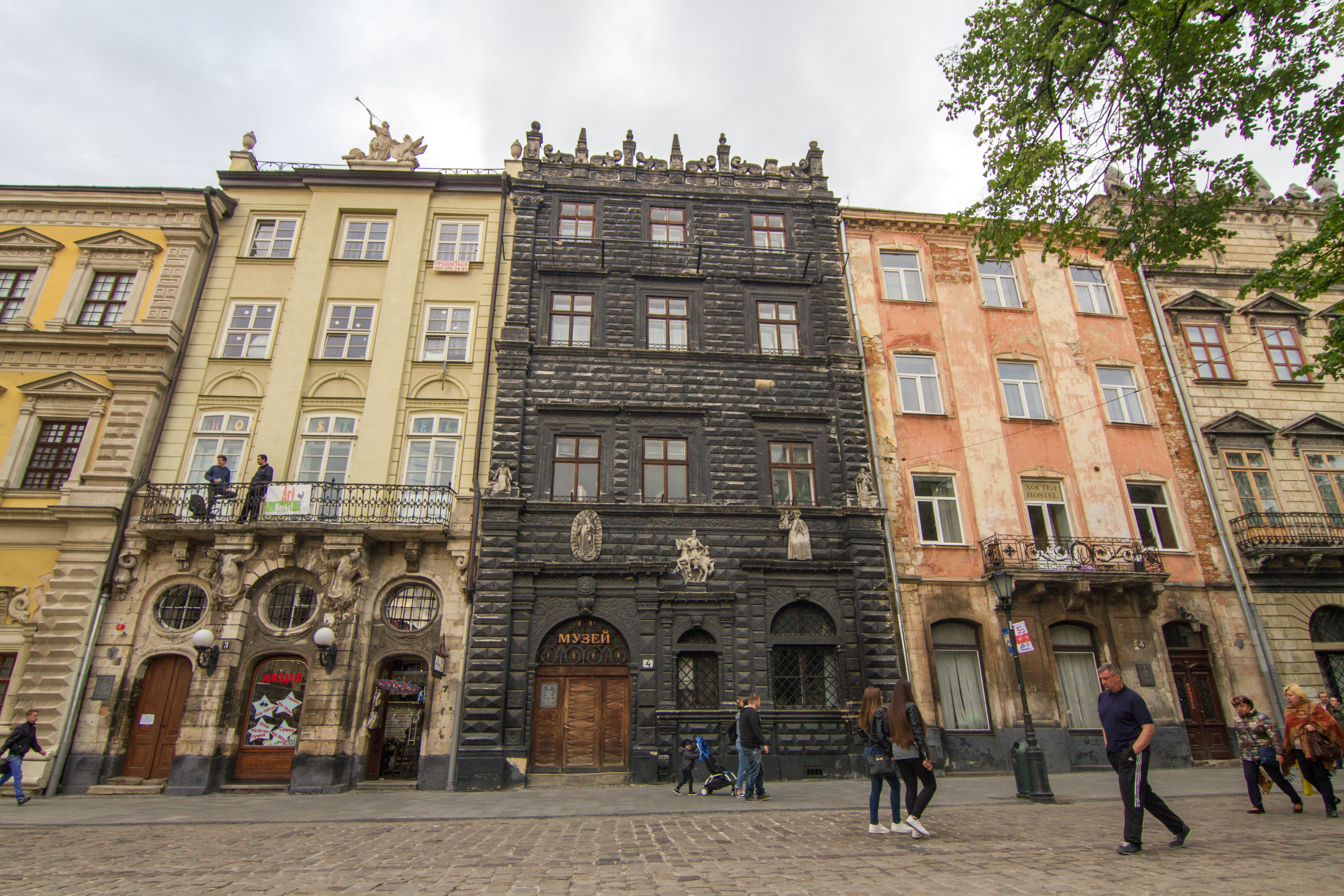
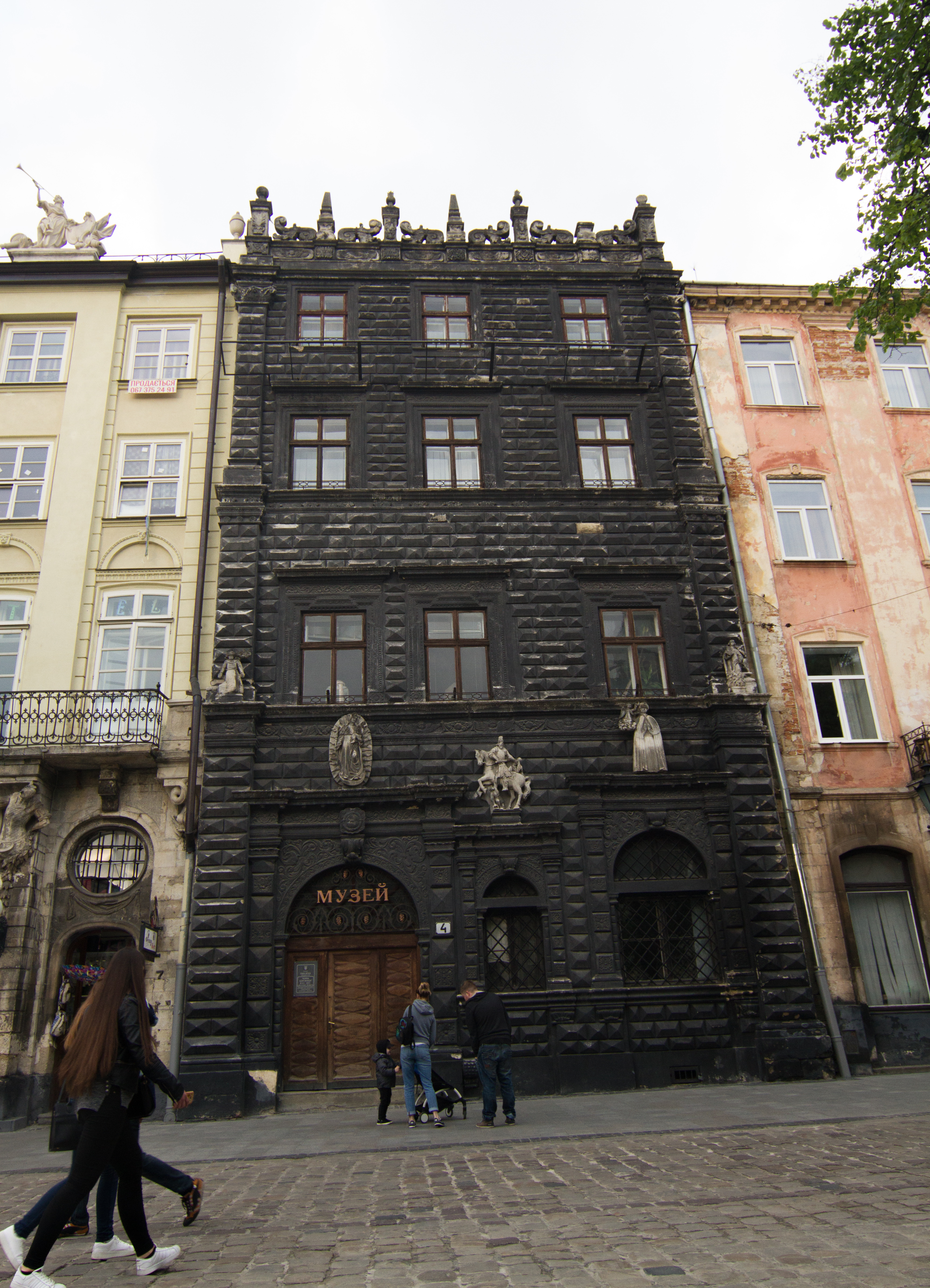
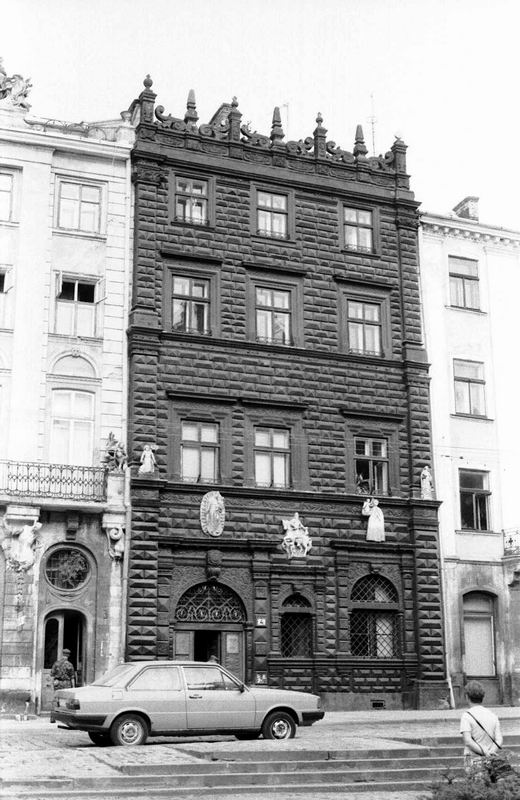
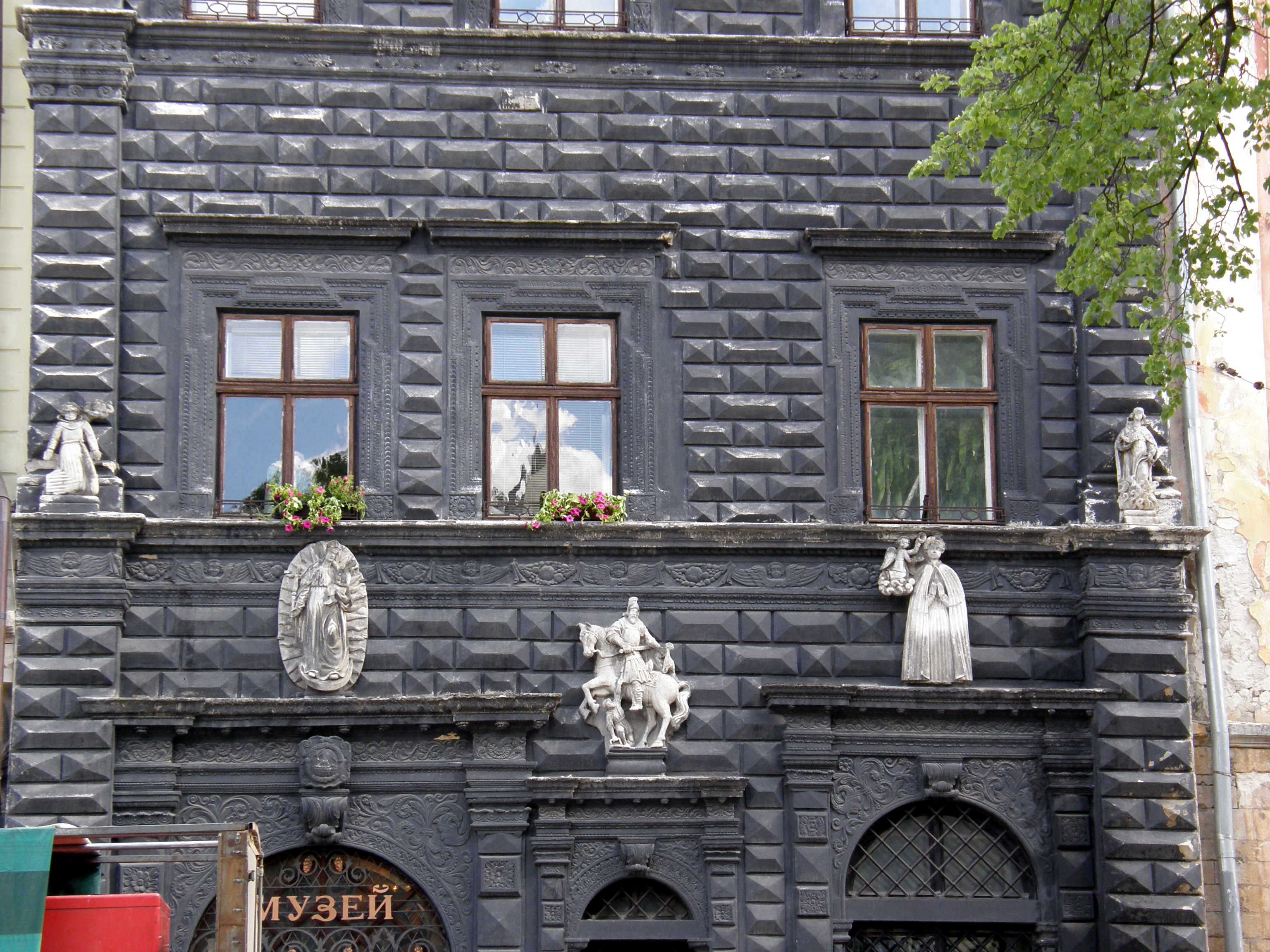
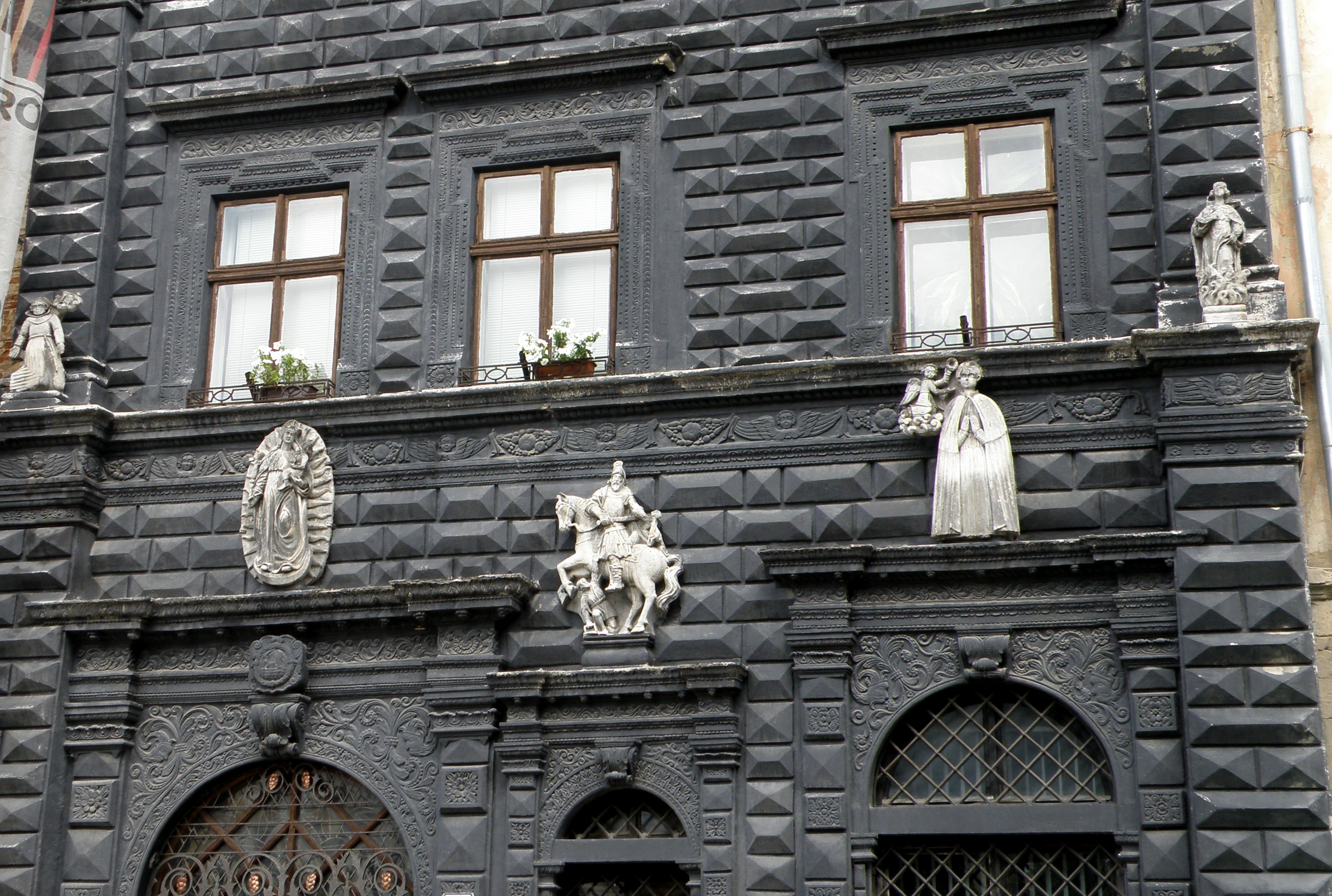
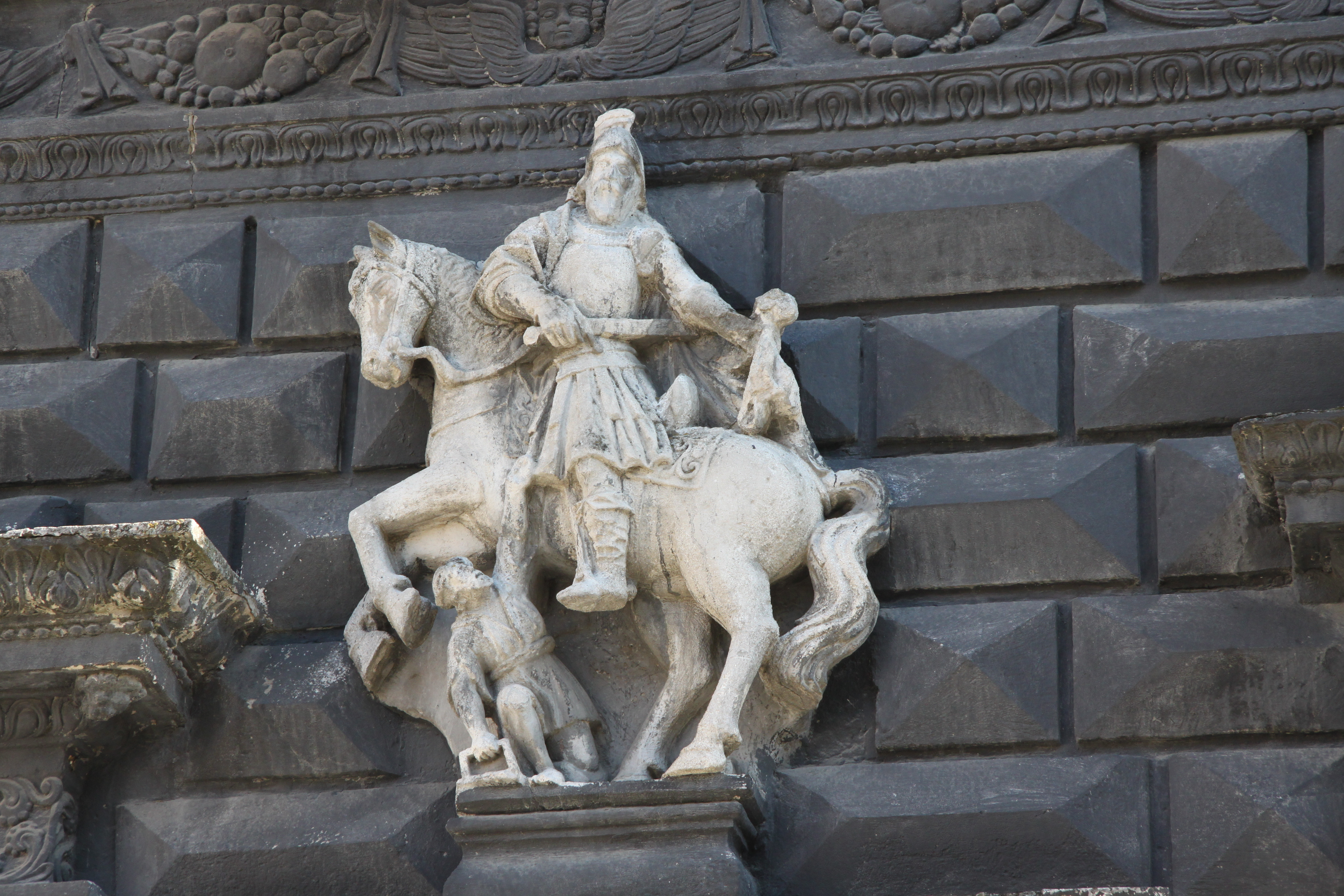
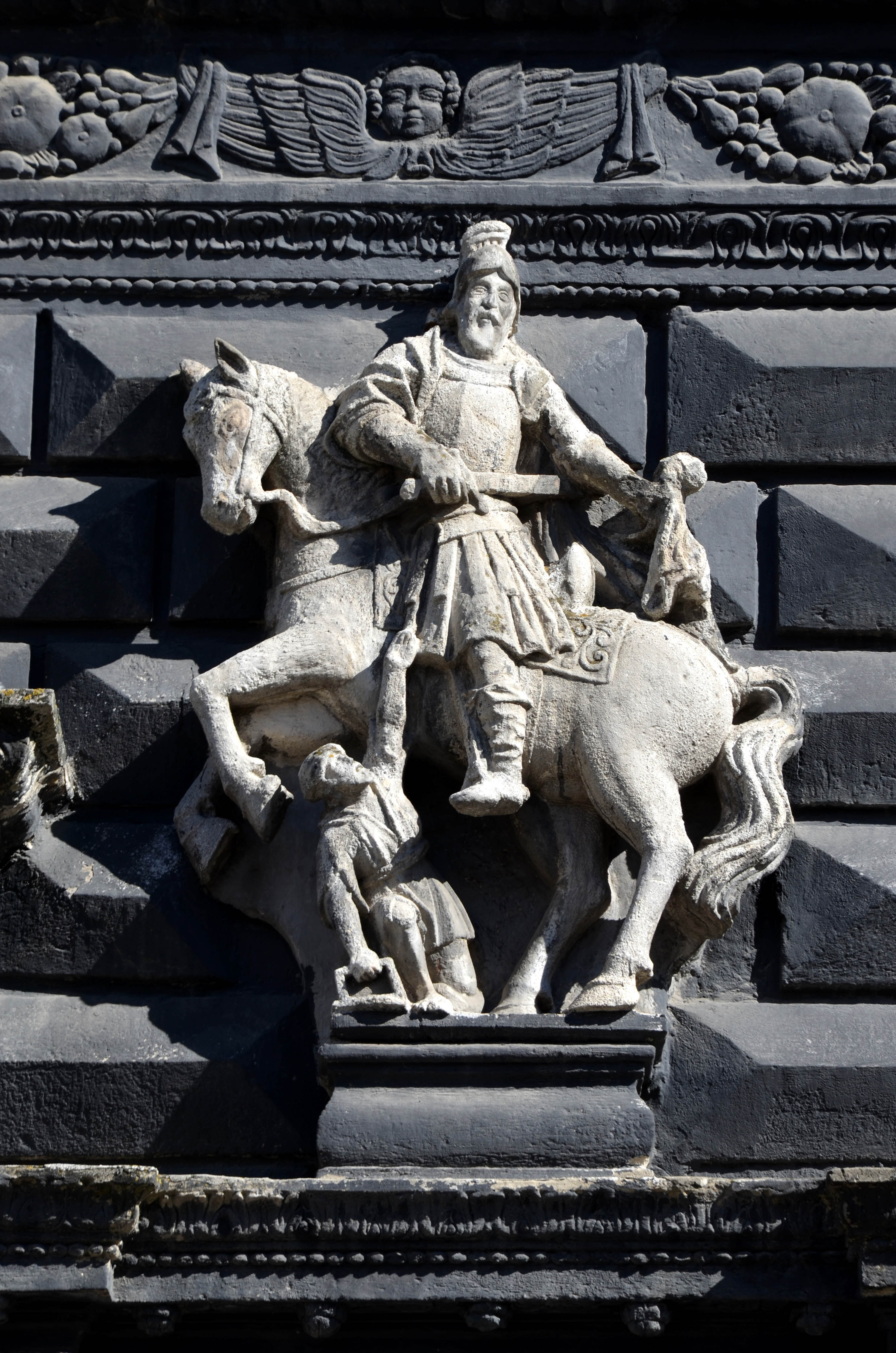
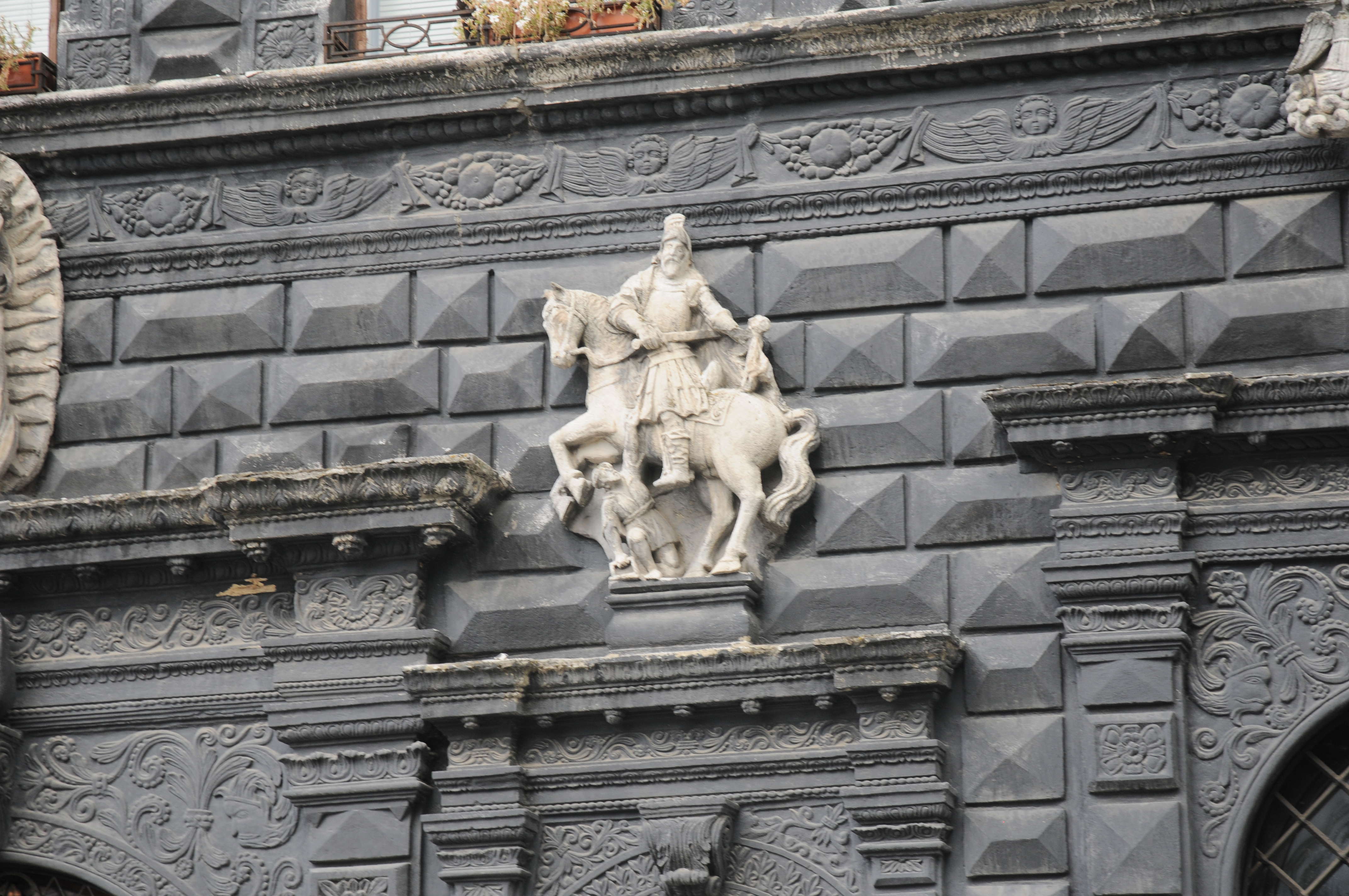
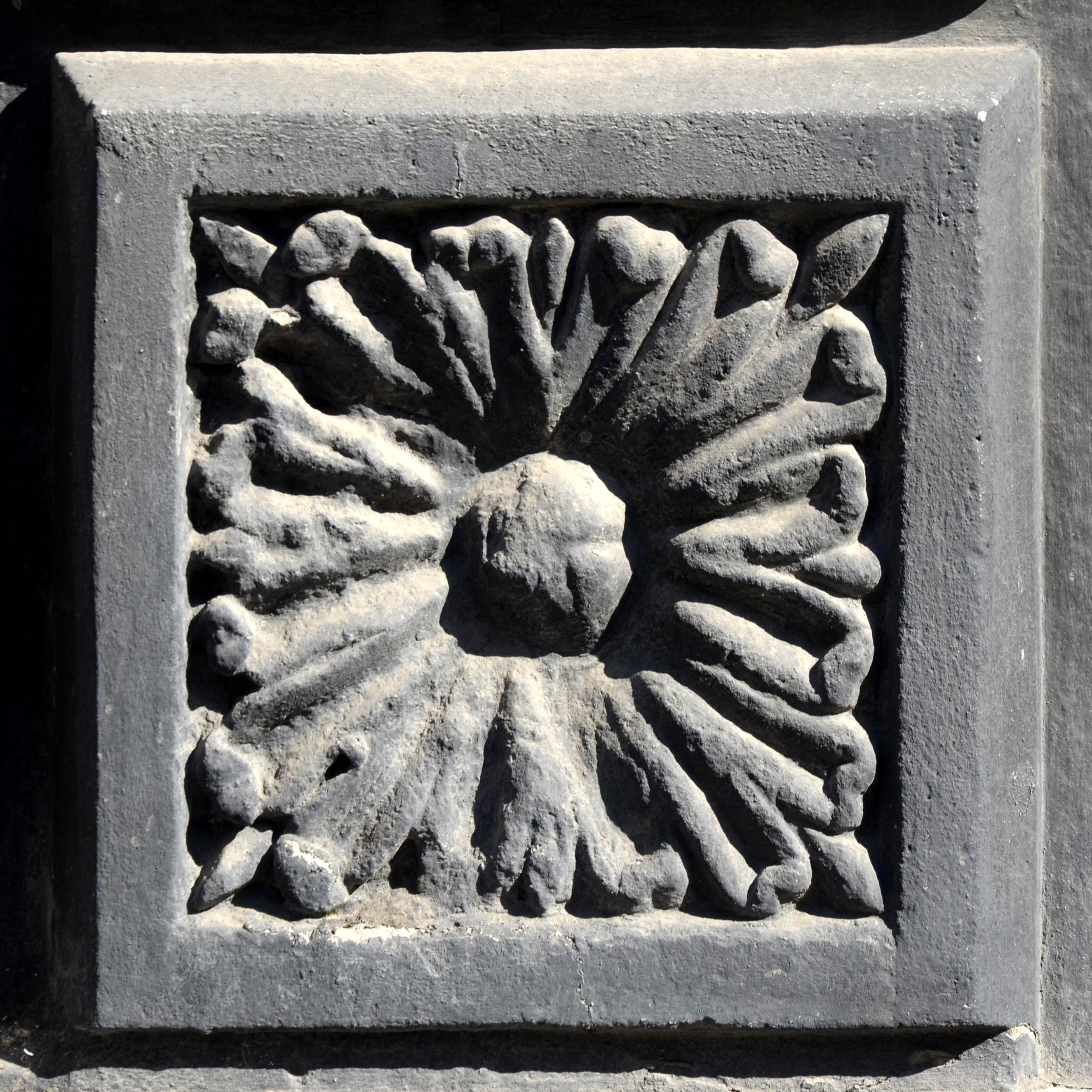
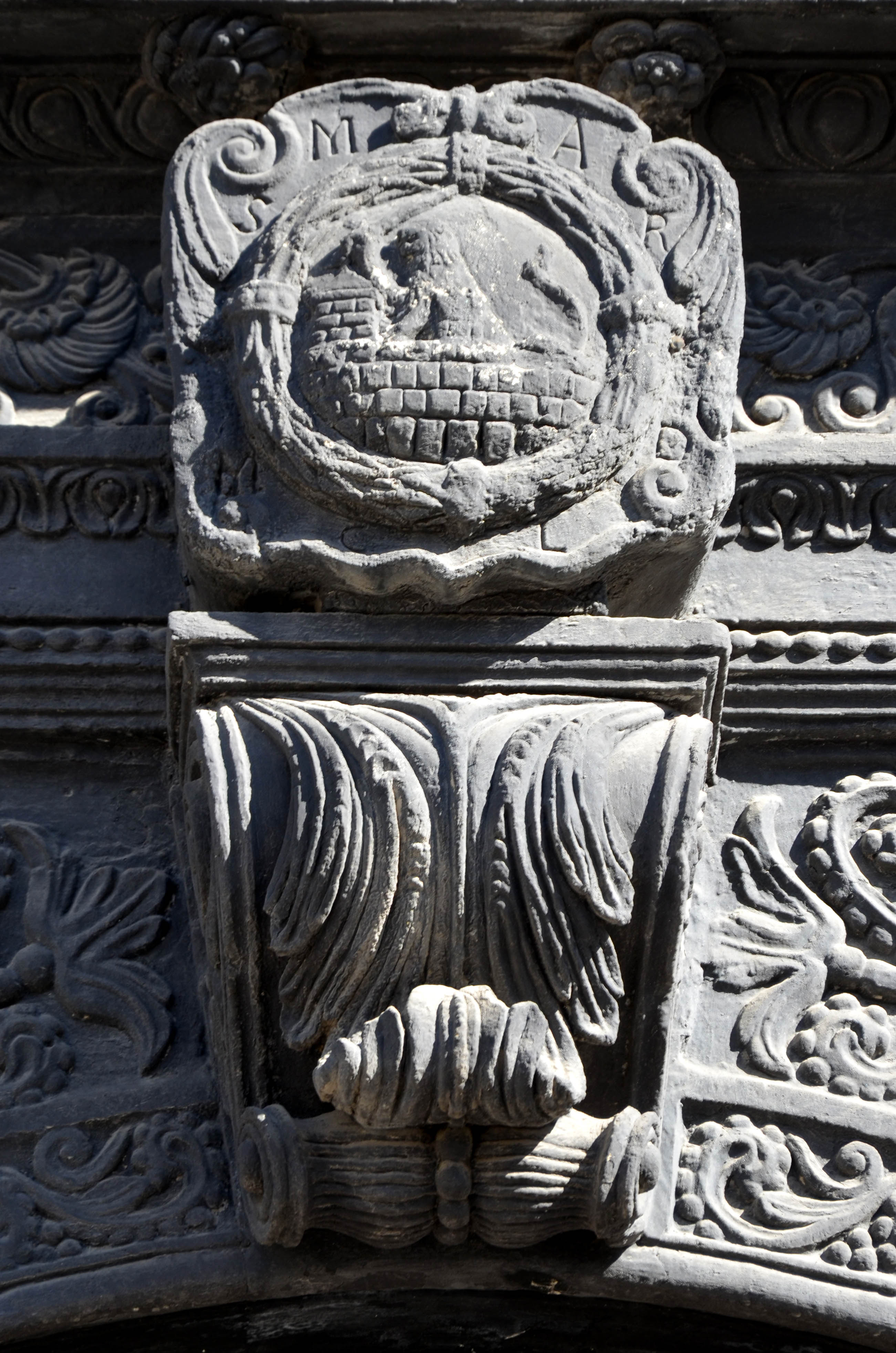
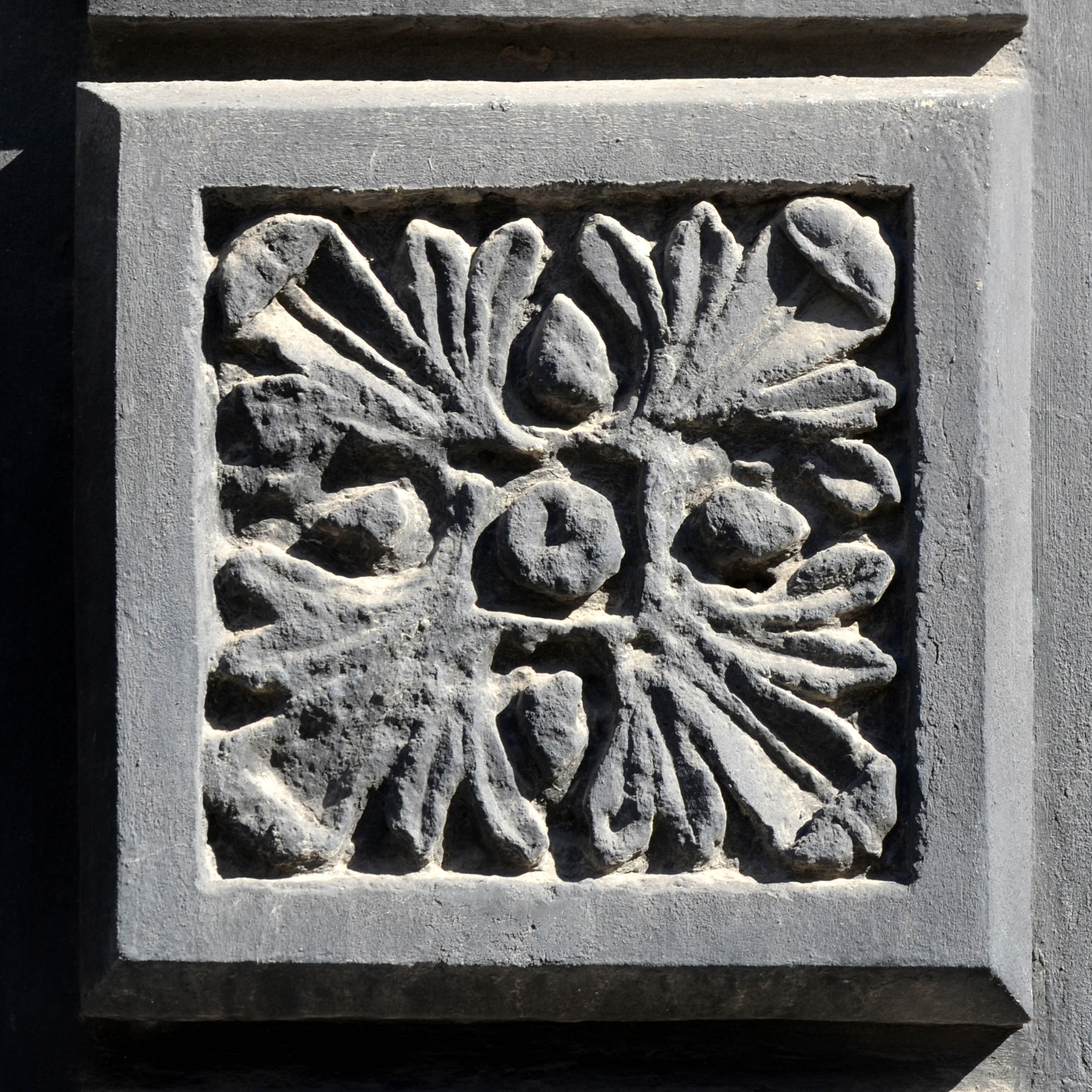
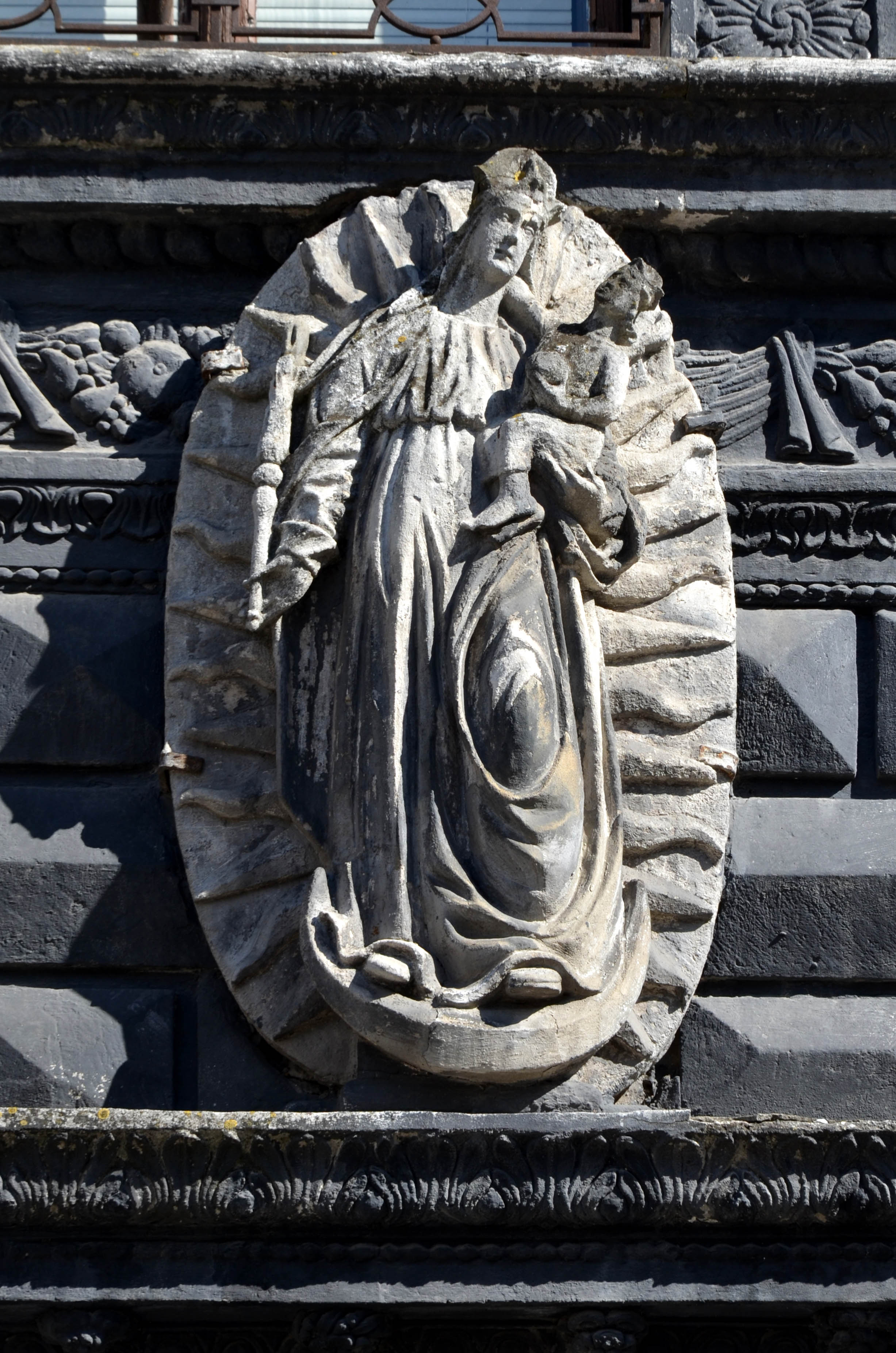
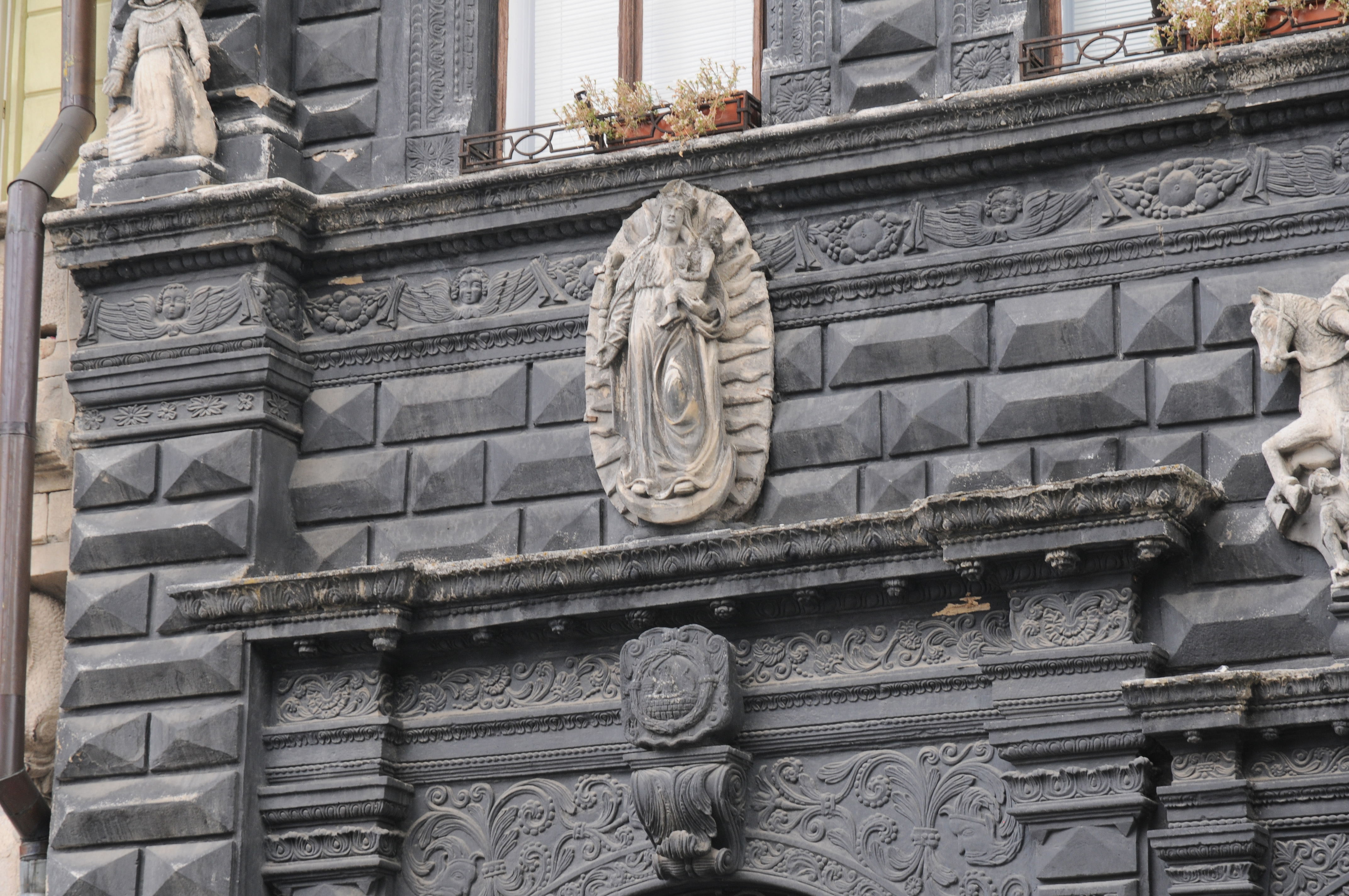
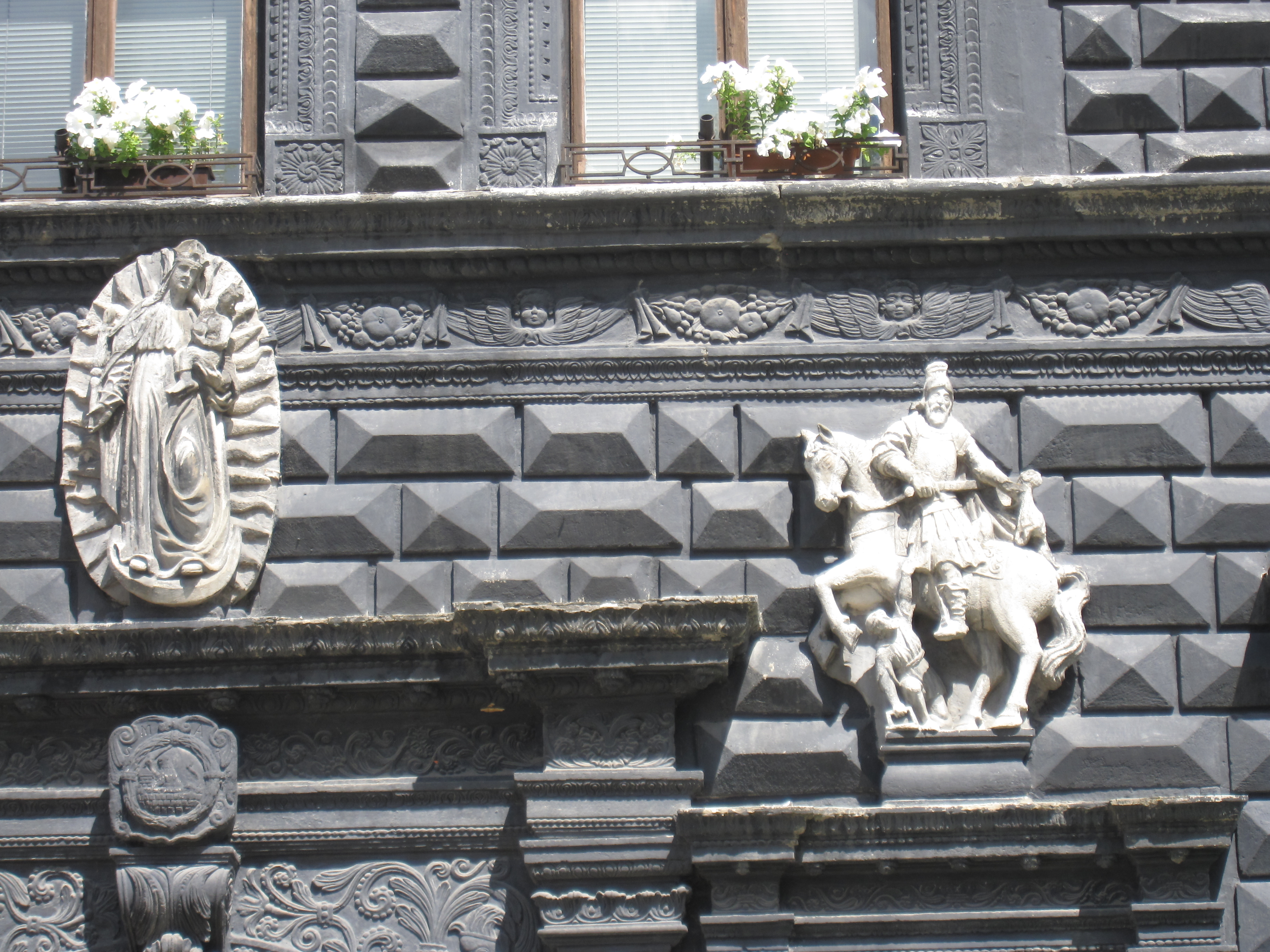
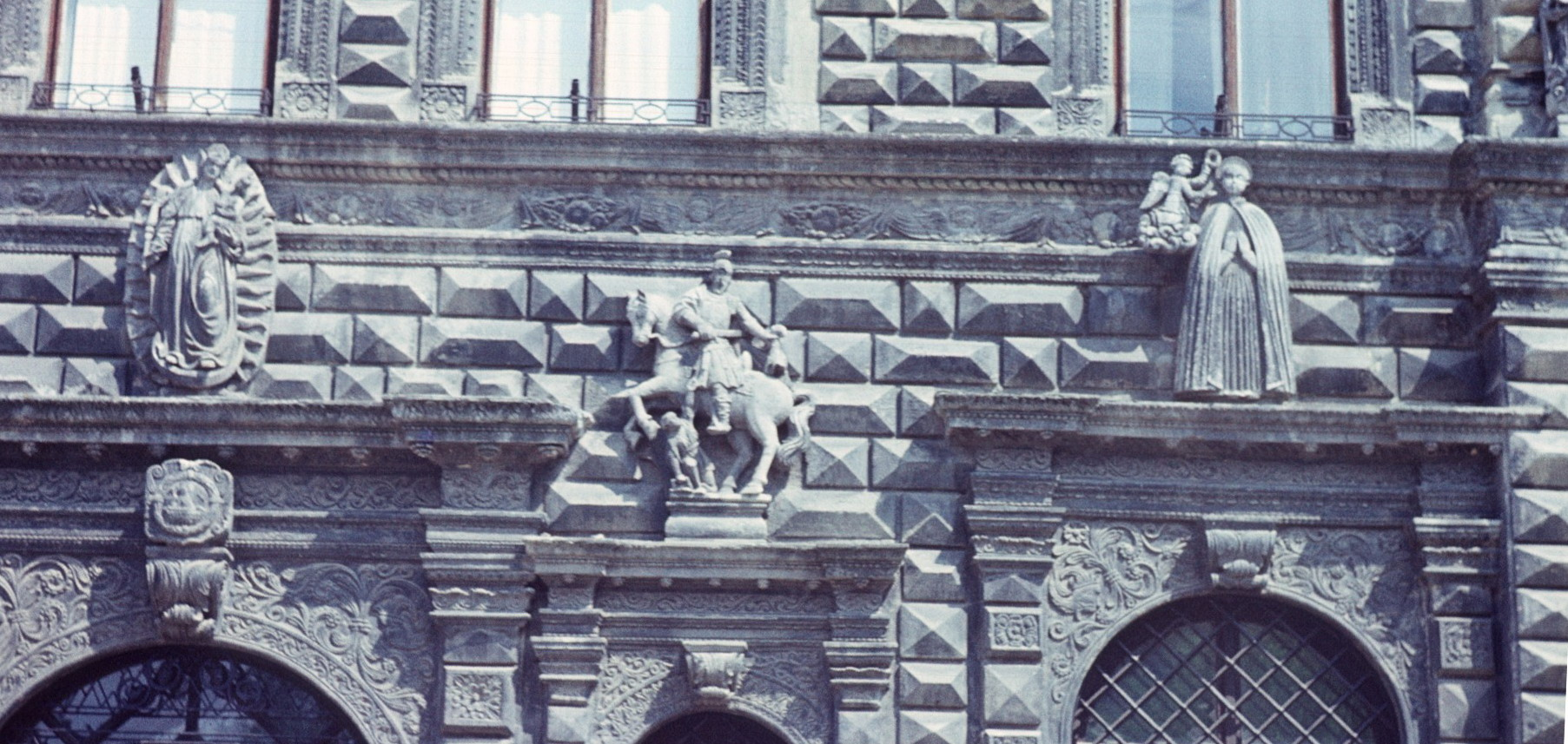
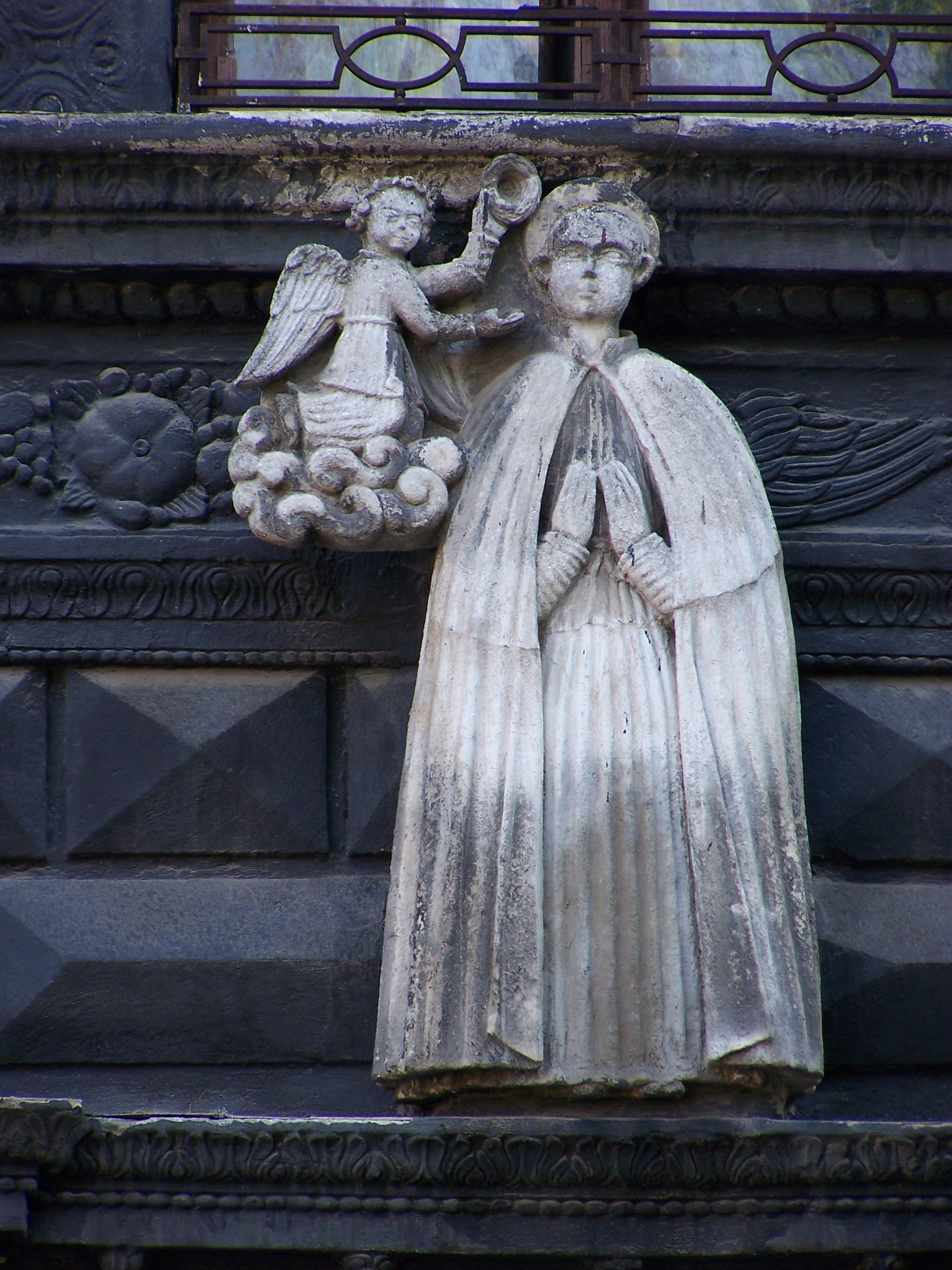
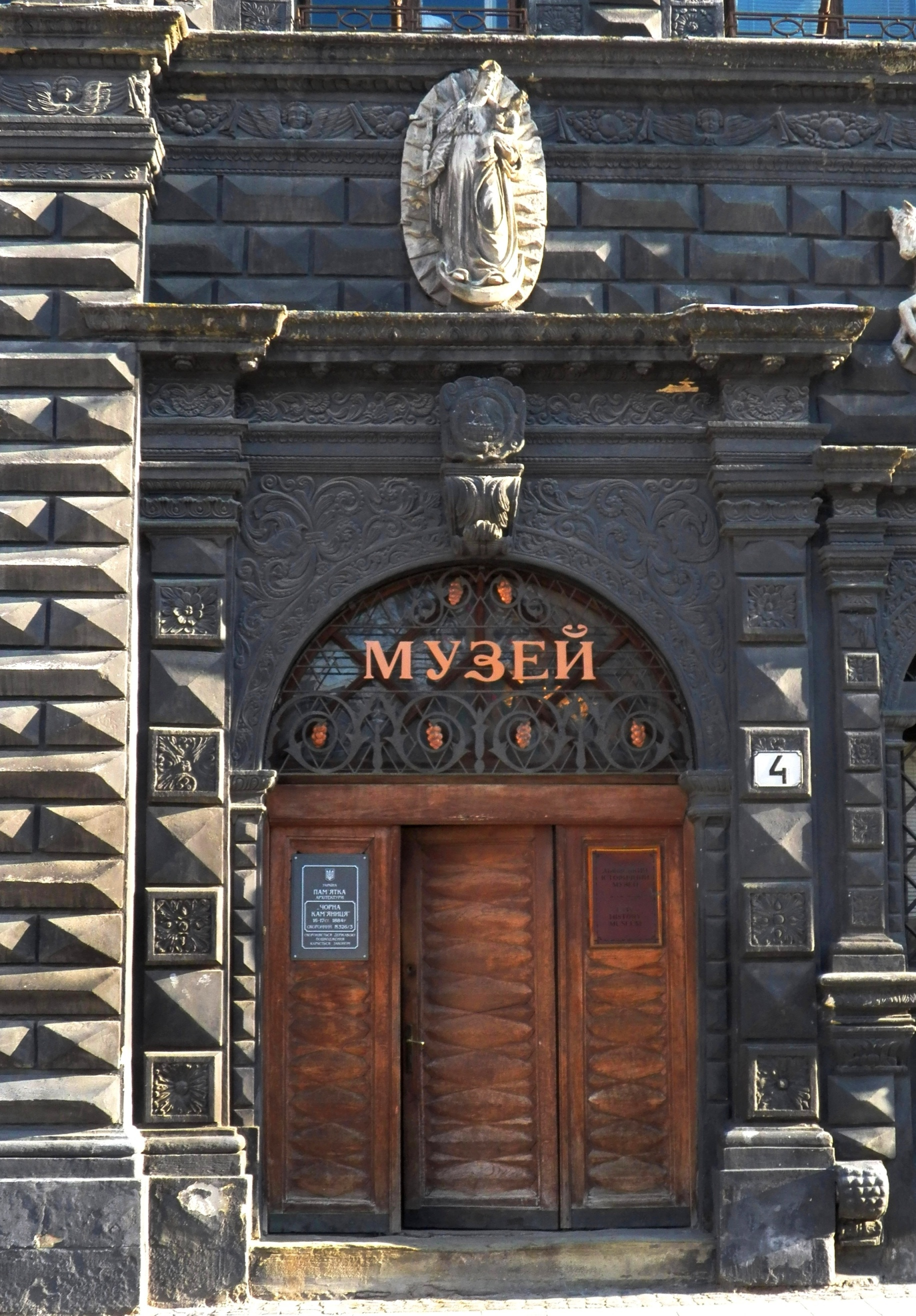
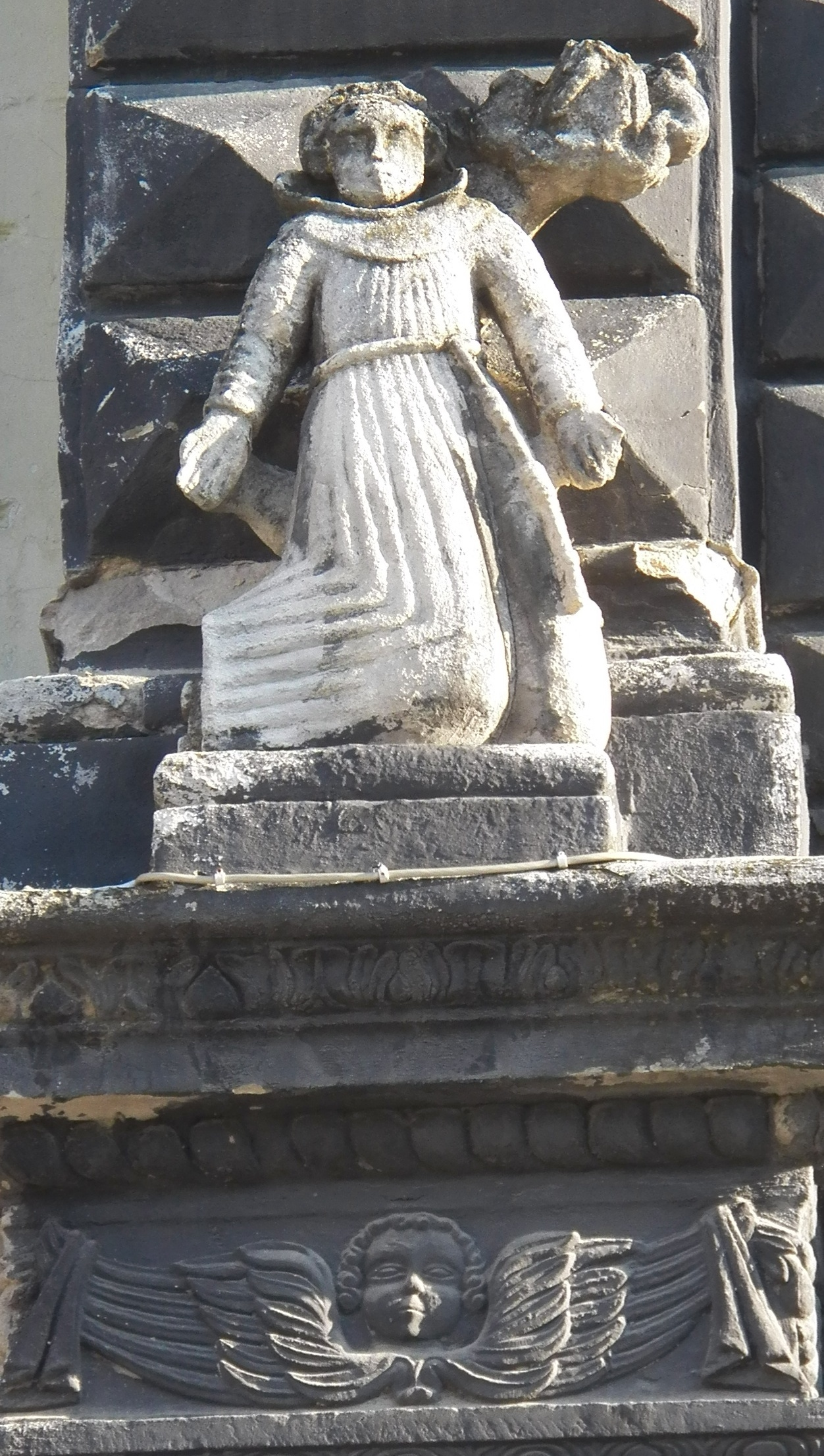
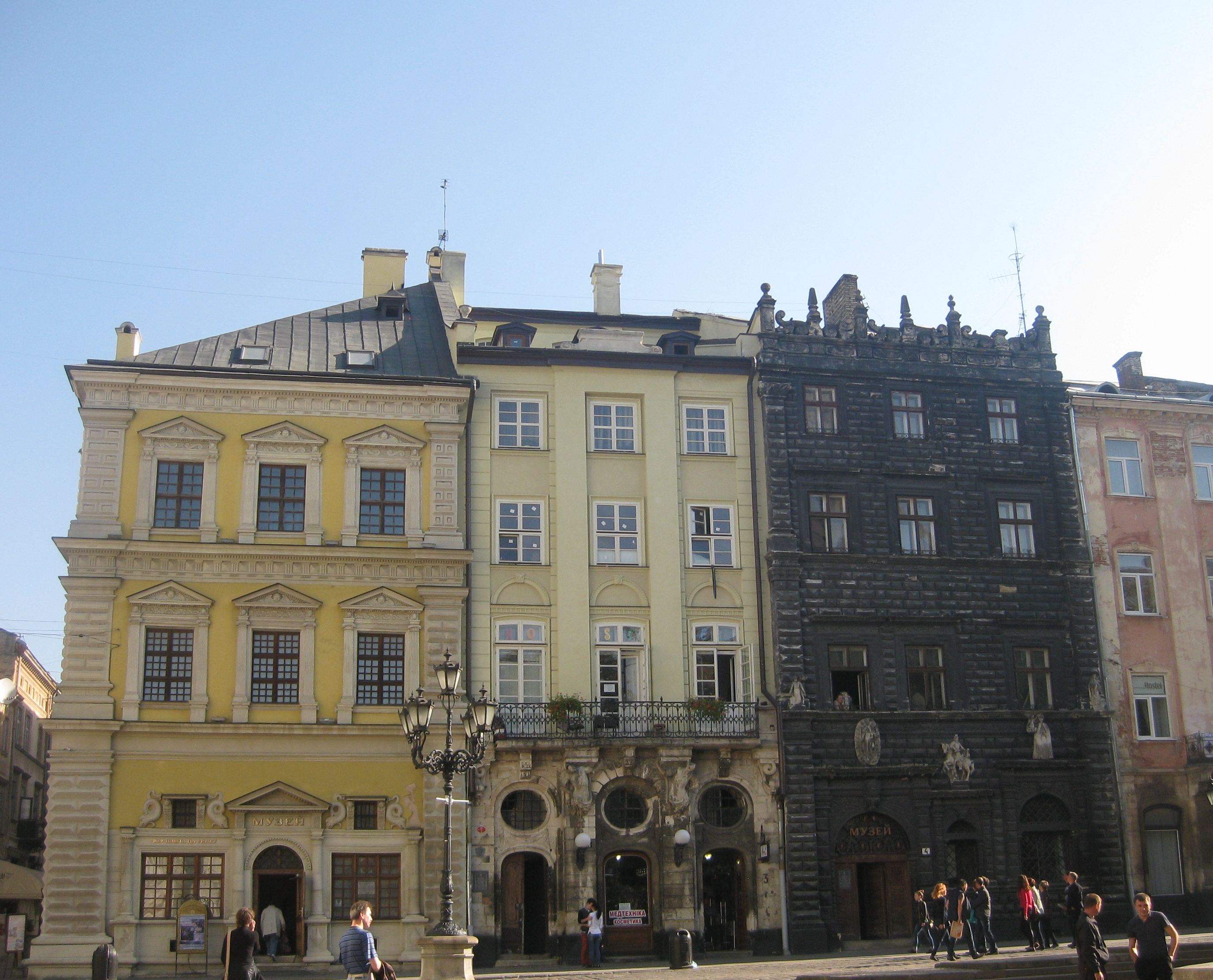